# Ludwig Crüwell
Ludwig Crüwell (ook Ludwig Cruewell) (Dortmund, 20 maart 1892 - Essen, 25 september 1958) was een Duits generaal tijdens de Tweede Wereldoorlog. Hij was bekend om zijn betrokkenheid bij het Afrikakorps, tot zijn gevangenneming op 29 mei 1942 door de Britten. Zijn rang was General der Panzertruppe.
Op 31 juli 1941 kreeg Crüwell het bevel over het Afrikakorps, dat hij overnam van Erwin Rommel, die het bevel ging voeren over de Panzergruppe Afrika.
Op 29 mei 1942 inspecteerde Crüwell de oprukkende troepen door de lucht, in een Fieseler Fi 156. Zijn piloot zag Britse troepen voor Italiaanse troepen aan en landde tussen de Britse troepen, waarbij hij dodelijk gewond raakte. Crüwell overleefde de landing en werd gevangengenomen. Hij werd overgebracht naar Trent Park en ontmoette op 22 maart 1943 in gevangenschap een andere Duitse generaal, General der Panzertruppe Wilhelm Ritter von Thoma, die in een door de Britten afgeluisterd gesprek belangrijke informatie over de V2 bekendmaakte. Dit was het begin van de strategische bombardementen van de RAF, waaronder Operatie Hydra en Operatie Crossbow.

## Militaire loopbaan
- Fahnenjunker-Unteroffizier: 6 juli 1911[4]
- Fähnrich: 18 november 1911[4]
- Leutnant: 18 augustus 1912[4]
- Oberleutnant: 27 januari 1916[4]
- Rittmeister: 1 mei 1922[4][3]
- Major: 1 oktober 1931[4]
- Oberstleutnant: 1 april 1934[4][6]
- Oberst: 1 maart 1936[4][6]
- Generalmajor: 1 december 1939[4][5][6][3]
- Generalleutnant: 1 september 1941[4][5][6]
- General der Panzertruppe: 17 december 1941[4] - 1 december 1941[5][6][3]

## Decoraties
- Ridderkruis van het IJzeren Kruis (nr.286) op 14 mei 1941 als Generalmajor en Commandant van de 11.Panzer-Division / XIV. Armee-Korps / 2.Armee[7][8][5][4][3]
- Ridderkruis van het IJzeren Kruis met Eikenloof (nr.34) op 1 september 1941 als Generalleutnant en Commandant van de 11.Panzer-Division / Panzergruppe 1 / Heeresgruppe Süd[7][8][5][4][3]
- Hanseatenkruis Hamburg op 24 maart 1917[4]
- Schlesisches Bewährungsabzeichen, 1e graad op 15 april 1921[4]
- IJzeren Kruis 1914, 1e Klasse[5] (17 september 1916) en 2e Klasse[5] (20 september 1914)[8][9]
- Dienstonderscheiding van Leger en Marine (Duitsland) voor (25 dienstjaren)
- Panzerkampfabzeichen[5] zilver op 19 juli 1941[4]
- Mouwband "AFRIKA"[4]
- Zilveren medaille voor Dapperheid op 12 februari 1942[4]
- Herhalingsgesp bij IJzeren Kruis 1939, 1e Klasse[5] (6 juni 1940[4]) en 2e Klasse[5] (22 mei 1940[4])[8][9]
- Erekruis voor Frontstrijders in de Wereldoorlog op 23 oktober 1934[4][8]
- Commandeur in de Orde van Verdienste (Hongarije) op 25 juli 1938[4]
- Hij werd eenmaal genoemd in het Wehrmachtsbericht. Dat gebeurde op:
- 2 juni 1942.[8][4][10]